# 栗原イブラヒム・ジュニア
栗原 イブラヒム ジュニア（くりばら イブラヒム ジュニア、2001年8月14日 - ）は、埼玉県所沢市出身のプロサッカー選手。東京都社会人サッカー連盟2部 シュワーボ東京所属。ポジションはフォワード(FW)。

## 来歴
ガーナ人の父と日本人の母との間に生まれた。小学校から高校年代まで三菱養和SCに所属し、2015年から各年代別の日本代表でプレーした。J1、J2の4クラブからオファーを受けた中、2020年より清水エスパルスへ加入した。
2020年8月17日、J3アスルクラロ沼津への育成型期限付き移籍が発表された。
同年11月19日、左膝外側半月板損傷で手術を受ける。全治3か月の診断。
シーズン終了後に清水へ復帰。
2021年8月、鈴鹿ポイントゲッターズへ育成型期限付き移籍。
2022年、清水エスパルスへ復帰。
同年7月、福島ユナイテッドFCへ育成型期限付き移籍。2022年を以て清水、福島共に契約満了。
同年11月29日、カンセキスタジアムとちぎで行われたJリーグ合同トライアウトに出場した。
2022年12月20日、SC相模原に完全移籍。2年契約を結んだ。また、2023年シーズンより登録ポジションをDFに変更した。
2024年11月27日、契約満了で相模原を退団する旨が発表された。次の場所では自分はこんなものではないとの証明する為に尽力するとの事。
2025年3月4日、東京都リーグ2部 シュワーボ東京に完全移籍。

## 所属クラブ
- 栗の実SC（足立区立西新井小学校）
- 三菱養和SC巣鴨ジュニア（足立区立西新井小学校）
- 三菱養和SC巣鴨ジュニアユース（足立区立第七中学校）
- 三菱養和SCユース（東京都立足立新田高等学校）
- 2020年 - 2022年  清水エスパルス
  - 2020年8月 - 同年12月  アスルクラロ沼津（育成型期限付き移籍）
  - 2021年8月 - 同年12月  鈴鹿ポイントゲッターズ（育成型期限付き移籍）
  - 2022年7月 - 同年12月  福島ユナイテッドFC（育成型期限付き移籍）
- 2023年 - 2024年  SC相模原

## 個人成績
| 国内大会個人成績 | 国内大会個人成績 | 国内大会個人成績 | 国内大会個人成績 | 国内大会個人成績 | 国内大会個人成績 | 国内大会個人成績 | 国内大会個人成績 | 国内大会個人成績 | 国内大会個人成績 | 国内大会個人成績 | 国内大会個人成績 |
| 年度             | クラブ           | 背番号           | リーグ           | リーグ戦         | リーグ戦         | リーグ杯         | リーグ杯         | オープン杯       | オープン杯       | 期間通算         | 期間通算         |
| 年度             | クラブ           | 背番号           | リーグ           | 出場             | 得点             | 出場             | 得点             | 出場             | 得点             | 出場             | 得点             |
| 日本             | 日本             | 日本             | 日本             | リーグ戦         | リーグ戦         | リーグ杯         | リーグ杯         | 天皇杯           | 天皇杯           | 期間通算         | 期間通算         |
| ---------------- | ---------------- | ---------------- | ---------------- | ---------------- | ---------------- | ---------------- | ---------------- | ---------------- | ---------------- | ---------------- | ---------------- |
| 2020             | 清水             | 36               | J1               | 0                | 0                | 0                | 0                | -                | -                | 0                | 0                |
| 2020             | 沼津             | 36               | J3               | 7                | 0                | -                | -                | -                | -                | 7                | 0                |
| 2021             | 清水             | 36               | J1               | 0                | 0                | 0                | 0                | 0                | 0                | 0                | 0                |
| 2021             | 鈴鹿             | 38               | JFL              | 1                | 0                | -                | -                | -                | -                | 1                | 0                |
| 2022             | 清水             | 36               | J1               | 2                | 0                | 2                | 1                | 1                | 0                | 5                | 1                |
| 2022             | 福島             | 36               | J3               | 13               | 1                | -                | -                | -                | -                | 13               | 1                |
| 2023             | 相模原           | 26               | J3               | 13               | 2                | -                | -                | 1                | 0                | 14               | 2                |
| 2024             | 相模原           | 66               | J3               |                  |                  |                  |                  |                  |                  |                  |                  |
| 通算             | 日本             | 日本             | J1               | 2                | 0                | 2                | 1                | 1                | 0                | 5                | 1                |
| 通算             | 日本             | 日本             | J3               | 33               | 3                | -                | -                | 1                | 0                | 34               | 3                |
| 通算             | 日本             | 日本             | JFL              | 1                | 0                | -                | -                | -                | -                | 1                | 0                |
| 総通算           | 総通算           | 総通算           | 総通算           | 36               | 3                | 2                | 1                | 2                | 0                | 40               | 4                |

- Jリーグ初出場：2020年8月22日　対鹿児島戦（白波スタジアム）

## 代表歴
- U-15日本代表
  - 日本-メコンU-15交流プログラム（2017年）
  - 欧州遠征（2017年）
- U-16日本代表
  - ベトナム・インド遠征（2016年）
  - U-16インターナショナルドリームカップ（2017年）
- U-17日本代表
  - 国際ユースサッカーin新潟（2017年）
  - チェコ遠征（2018年）
- U-18日本代表
  - SportChain Cup UAE（2019年）